# Acacia leiocalyx
Acacia leiocalyx é uma espécie de leguminosa do gênero Acacia, pertencente à família Fabaceae.